# Rasim Ljajić
Rasim Ljajić (v srbské cyrilici Расим Љајић, * 28. ledna 1964, Jugoslávie) je srbský ministr domácího a zahraničního obchodu a telekomunikací ve vládě Ivici Dačiće (od června 2012). Zastává v ní také post místopředsedy vlády.
Vystudoval medicínu na Univerzitě v Sarajevu. V roce 1990 inicioval vznik Strany demokratické akce Sandžaku. Poté pracoval jako novinář pro četné jugoslávské deníky. Jeho účast ve vysoké politice odstartovala rychle po demonstracích v říjnu 2000, kdy byl svržen Slobodan Milošević a vláda SPS. Nedlouho poté se stal ministrem pro národnostní menšiny (Ljajić je sám bosňácké národnosti). Časopis Vreme ho v roce 2004 prohlásil osobností roku. Ljajić byl také předsedou Národní rady pro spolupráci s Haagským tribunálem. Od ledna 2007 je také předsedou Sociálnědemokratické strany Srbska.